# Rájov (Pňovany)
Rájov je malá vesnice, část obce Pňovany v okrese Plzeň-sever v Plzeňském kraji. Nachází se asi 1,5 kilometru severovýchodně od Pňovan. Je zde evidováno 17 adres. V roce 2011 zde trvale žilo 20 obyvatel.
Rájov leží v katastrálním území Dolany u Stříbra o výměře 3,28 km².

## Historie
První písemná zmínka o vesnici pochází z roku 1379.

## Obyvatelstvo
| Rok            | 1869 | 1880 | 1890 | 1900 | 1910 | 1921 | 1930 | 1950 | 1961 | 1970 | 1980 | 1991 | 2001 | 2011 | 2021 |
| -------------- | ---- | ---- | ---- | ---- | ---- | ---- | ---- | ---- | ---- | ---- | ---- | ---- | ---- | ---- | ---- |
| Počet obyvatel | 59   | 59   | 61   | 67   | 53   | 58   | 83   | 47   | 45   | 51   | 37   | 26   | 21   | 20   | 18   |
| Počet domů     | 11   | 12   | 11   | 11   | 12   | 12   | 15   | 13   | 13   | 14   | 12   | 13   | 12   | 15   | 16   |

## Obecní správa
Při sčítání lidu v roce 1869 Rájov byl osadou obce Dolany v okrese Stříbro. V letech 1880–1921 byl samostatnou obcí  v okrese Stříbro. V letech 1930–1950 byl opět osadou obce Dolany v okrese Stříbro. Od roku 1960 je částí obce Pňovany v okrese Plzeň-sever. V letech 1880–1921 k obci patřily Hracholusky.